# Segelfluggelände Reiselfingen

i7
i11
i13
Das Segelfluggelände Reiselfingen ist ein etwa ein Kilometer südöstlich des Löffinger Ortsteils Reiselfingen gelegener Flugplatz mit dem Status eines Segelfluggeländes im Landkreis Breisgau-Hochschwarzwald. Auf dem Segelfluggelände wird überwiegend Segelflug im Winden- oder Flugzeugschleppstart durchgeführt. Ferner ist das Fluggelände für dreiachsgesteuerte Ultraleicht, Motorsegler und Motormaschinen zum Zweck des F-Schlepps zugelassen.

## Geschichte
Das Segelfluggelände wurde im Jahr 1962 eröffnet und in den folgenden Jahren schrittweise ausgebaut. Im Jahr 1964 wurde die erste Flugzeughalle eingeweiht und 1969 um eine Werkstatt erweitert. Die Gebäude auf dem Segelfluggelände wurden 1989 um eine zweite, große Halle ergänzt.
Die Graspiste 07/25 besteht aus einer 629 Meter langen Start- und Landebahn. Parallel zur Startbahn verläuft eine 1050 Meter lange Windenschleppstrecke.

## Lage
Der Flugplatz liegt nördlich der Wutachschlucht und südlich von Löffingen.

## Betreiber
Das Segelfluggelände Reiselfingen wird von der Segelfluggruppe Reiselfingen betrieben. Das Gelände gehört zum Teil der Segelfluggruppe Reiselfingen und weitere Teile sind von der Gemeinde, Kirche und lokalen Landwirten gepachtet.

## Segelfluggruppe

Vereinslogo der Segelfluggruppe Reiselfingen

Im Frühjahr 1962 gründeten die Flieger der „Segelfluggruppe Hochschwarzwald“ und der „Segelfluggruppe Roter Milan“ die „Luftsportvereinigung Hochschwarzwald e. V. Roter Milan“. Gründungslokal war die „Sonne“ in Bonndorf und der Sitz des Vereins war gleichfalls Bonndorf.
1969 wurde der Verein in „Segelfluggruppe Hochschwarzwald e. V.“ umbenannt. Der Sitz des Vereins blieb noch in Bonndorf. Erst 1970 wurde der Sitz dann nach Reiselfingen verlegt.
An einer Mitgliederversammlung am 19. März 2005 beschlossen die Reiselfinger Flieger den Ortsnamen Reiselfingen in den Vereinsnamen einzubinden. Der Verein ist heute unter „Segelfluggruppe Reiselfingen e. V.“ eingetragen.
Die „Segelfluggruppe Reiselfingen e. V.“ ist aktuell Ausbildungsbetrieb für Segel, Kunstflug und Ultraleichtflugpiloten im BWLV (Baden-Württembergischen Luftsportverband).